# Pabellón Hospitalario Penitenciario de Tarrasa
El Pabellón Hospitalario Penitenciario de Tarrasa es un hospital de la Generalidad de Cataluña situada en el municipio de Tarrasa (Barcelona) España. Se inauguró en 1992.